# Menétru-le-Vignoble
Menétru-le-Vignoble è un comune francese di 159 abitanti situato nel dipartimento del Giura nella regione della Borgogna-Franca Contea.

## Società

### Evoluzione demografica
Abitanti censiti